# 谢勒-古尔奈站
谢勒-古尔奈站（法語：Gare de Chelle-Gournay），是法国的一个铁路通勤车站，位于巴黎郊区的谢勒，同时靠近马恩河畔古尔奈，距离巴黎东部大约18公里，属于第四收费区（法語：Zone 4）。

## 位置
谢勒-古尔奈站位于谢勒市区的南部，巴黎－斯特拉斯堡铁路正线上。车站大致呈东西走向，南北两侧均可进出车站，主站房位于铁路线北侧。
谢勒-古尔奈站仅停靠法兰西岛区域线路的列车（RER和Transilien），乘坐长途列车（Grande Ligne）需要到巴黎东站乘坐。

## 历史
谢勒-古尔奈站建于1849年，最初仅为一个普通的乘降所。1931年经改造成为两台四线的铁路车站，并于1999年起成为RER E的一个起点。随着2007年法国高速铁路东线的投入运营，大量长途列车借道通过谢勒-古尔奈站，为减少跨线车带来的影响，该站进行了大规模的改造，新增了两根通过线，站房等设施也得以重建。

## 设施
谢勒-古尔奈站设有自动闸机，进出该站均需使用通勤卡（法語：Navigo）或纸质车票。
谢勒-古尔奈站设有人工售票窗口，其开放时间如下：
- 周一至五：8:00~20:00
- 周六：10:45~17:30
- 周日及节假日关闭

此外，谢勒-古尔奈站还设有多台自动售票机。
谢勒-古尔奈站亦设有自动升降梯等无障碍设施。

## 站台设置
| 北↑ |      |              | 主站房    |
| A道 |      | RER E        | →（终到） |
|     | 岛式 |              |           |
| B道 |      | Transilien P | 莫城方向→ |
|     |      | 通过线       | →         |
|     |      | 通过线       | ←         |
| C道 |      | Transilien P | ←巴黎方向 |
|     | 岛式 |              |           |
| D道 |      | RER E        | ←（始发） |
| 南↓ |      |              |           |

## 停靠线路
以下列车线路在谢勒-古尔奈站停靠：
| 谢勒-古尔奈站列车线路表 |             |           |             |          |
| 起点                    | 上一站      | 线路      | 下一站      | 终点     |
| 奥斯曼-圣拉扎尔/马真塔  | 勒谢奈-加尼 | [T] · (E) | （终点）    | （终点） |
| 巴黎东                  | 巴黎东      | [T] · [P] | 韦尔-托尔西 | 莫城     |

## 配套交通

### 长途客车
| 停靠谢勒-古尔奈站的大巴车 |                                            |                                                                          |
| 上下车地点                | 运营单位                                   | 主要目的地                                                               |
| 谢勒-古尔奈站北侧         | 塞纳-马恩省城际客运 Seine-et-Marne Express | - 19路：戴高乐机场 ↔ 托尔西站                                            |
| 谢勒-古尔奈站北侧         | SNCF                                       | （当某条铁路线施工或罢工时，SNCF可能也会提供途径该线路沿途站点的大巴车） |
| 1. 2.                     |                                            |                                                                          |

### 市内交通
| 谢勒-古尔奈站附近的市内公共交通线路 |                   | |
| 公交车站名称                        | 位置              | 停靠线路 |
| Chelle - Gournay RER 谢勒-城铁站    | 谢勒-古尔奈站北侧 | - 巴黎城市公共交通 - 113路：马恩河畔诺让-城铁站 ↔ 谢勒-市政府 / 谢勒-谢勒第二商城 - 213路：谢勒-城铁站 ↔ 洛涅-洛涅村 - Transdev TRA - 613路：欧奈苏布瓦-城铁站 ↔ 谢勒-城铁站 - 谢勒城市公共交通 - A线：谢勒-城铁站 ↔ 谢勒- 科学转盘 / 谢勒-阿贝斯 - B线：谢勒-城铁站 ↔ 库尔特里-体育场 - C线：谢勒-城铁站 ↔ 马恩河畔韦尔-保罗·阿尔吉 - E线：谢勒-城铁站 ↔ 克莱-苏伊-商业中心 - F线：谢勒-城铁站 ↔ 马恩河畔韦尔-快铁站 - 13路：谢勒-城铁站 ↔ 维勒帕里西-城铁站 - - N23路：巴黎-地铁沙特莱站 ↔ 谢勒-城铁站 - N141路：巴黎-火车东站 ↔ 莫城-火车站 |
| 1. 2.                               |                   | |

### 社会车辆
谢勒-古尔奈站南侧设有双层社会车辆停车场。

## 临近车站
| 谢勒-古尔奈站（Gare de Chelle - Gournay） |                      |               |
| 上行车站                                  | 线路                 | 下行车站      |
| 勒谢奈-加尼站                             | 巴黎－斯特拉斯堡铁路 | 韦尔-托尔西站 |
| - 本表仅显示运营中的线路及车站            |                      |               |